# Krzysztof Olczak
Krzysztof Olczak (ur. 26 maja 1956 w Łodzi) – polski kompozytor i akordeonista.

## Życiorys
Ukończył w 1979 studia instrumentalne (klasa akordeonu Włodzimierza Lecha Puchnowskiego) w Państwowej Wyższej Szkole Muzycznej w Warszawie.
Po rozpoczęciu w 1979 pracy dydaktycznej na Wydziale Instrumentalnym Akademii Muzycznej w Gdańsku, równolegle podjął studia kompozytorskie u Eugeniusza Głowskiego, zakończone w 1986 dyplomem z wyróżnieniem.
Występuje jako akordeonista w kraju i za granicą. Dokonał wielu nagrań dla radia i telewizji. Były prorektor Akademii Muzycznej w Gdańsku. W kadencji 2021–2025 członek Rady Dyscypliny Artystycznej Akademii Muzycznej im. Stanisława Moniuszki w Gdańsku. Współpracuje także z Ogólnokształcącą Szkołą Muzyczną I i II stopnia im. Feliksa Nowowiejskiego w Gdańsku.

## Ważniejsze kompozycje
- Manualiter na akordeon solo dedykowany Zbigniewowi Koźlikowi (1977)
- Etiuda na jedno złożenie miecha, muzyka na taśmę (1980)
- Jeszcze słowo... dla 2 aktorów, 4 instrumentalistów i taśmę (1981)
- Przestrzenie morza, strofy na sopran i fortepian preparowany (1982)
- Szpęgawsk in memoriam na sopran i smyczki (1982)
- Lato na chór mieszany, 2 oboje i fagot (1983–1992)
- Sifonietta concertante na perkusję i orkiestrę (1985–1986)
- Epitafium 1444 na klarnet, wiolonczelę i fortepian (1994)

## Nagrody i wyróżnienia
- brązowy medal w Międzynarodowym Konkursie Akordeonowym w Auckland (Nowa Zelandia) (1980)
- laureat konkursu kompozytorskiego im. Jana Sztwiertni w Cieszynie (1981)
- I i II nagroda Konkursu Kompozytorskiego „Premio Citta di Castelfidardo” we Włoszech (1984)[3]
- I nagroda w Ogólnopolskim Konkursie Kompozycji Akordeonowych w Rzeszowie (1985)
- II nagroda Konkursu Kompozytorskiego „Premio Citta di Castelfidardo” we Włoszech (1988)[2]
- Nagroda Artystyczna Młodych im. Stanisława Wyspiańskiego (1989)
- Nagroda Indywidualna Centrum Edukacji Artystycznej (1992, 1998)[2]
- Nagroda Ministra Kultury i Sztuki (1993)[4]
- Nagroda Prezydenta Miasta Gdańska w Dziedzinie Kultury z okazji jubileuszu 30-lecia pracy artystycznej (2010)[5]
- Brązowy Medal „Zasłużony Kulturze Gloria Artis” (11 czerwca 2014)[6]
- Nagroda Gdańskiego Towarzystwa Przyjaciół Sztuki w dziedzinie muzyki, za dorobek kompozytorski i dydaktyczny w zakresie kształcenia młodych kompozytorów (2015)[7]
- Nagroda Prezydenta Miasta Gdańska w Dziedzinie Kultury z okazji jubileuszu 40-lecia pracy artystycznej (2018)[5]